# قطار الأطفال
قطار الأطفال (بالإيطالية: Il treno dei bambini) هو فيلم دراما إيطالي، من إخراج كريستينا كمنشيني والتي شاركت في كتابة السيناريو استنادًا للرواية التي تحمل نفس الاسم للكاتبة فيولا أردوني. عُرض الفيلم لأول مرة في مهرجان روما السينمائي التاسع عشر في 20 أكتوبر 2024، وأطلق على منصة نتفليكس في 4 ديسمبر 2024.

## التصوير
صور جزء كبير من الفيلم في مدينة بستويا ومدينة مونتالسينو الواقعتان في إقليم تسكانة. بالإضافة لمواقع تصوير في نابولي وريدجو إميليا.

## طاقم التمثيل
- باربرا رونتشي بدور ديرنا.
- سيرينا روسي بدور أنطونييتا.
- كريستيان سيرفوني بدور الطفل أميرجو.
- ستيفانو أكورسي بدور أميرجو البالغ.
- فرانشيسكو دي ليفا
- أنتونيا تروبو

## عرض الفيلم
صدر المقطع الدعائي للفيلم في 12 فبراير 2024، ثم صدرت الصور الترويجية للفيلم في مايو 2024. وصدر ملصق دعائي للفيلم في 18 يوليو 2024.
أخيرًا عُرض الفيلم لأول مرة في مهرجان روما السينمائي في دورته التاسعة عشر بتاريخ 20 أكتوبر 2024. لاحقًا عُرض على منصة نتفلكس في 4 ديسمبر 2024.